# Coliseum Alfonso Pérez
Coliseum Alfonso Pérez je nogometni stadion koji se nalazi u španjolskom gradu Getafeu te je dom istoimenog kluba Getafe CF. Otvoren je 1998. godine te ima kapacitet od 19.800 mjesta. Stadion je dobio ime po bivšem španjolskom nogometašu i nacionalnom reprezentativcu Alfonsu Pérezu koji je rođen u Getafeu ali se proslavio kao igrač madridskog Reala i Betis Seville. Sam igrač nikada nije nastupao za Getafe ali je u trenutku kada je stadion izgrađen, bio najpoznatiji nogometaš s tog prostora.
Prva utakmica na novom stadionu održana je 30. kolovoza 1998. između Getafea i Talavere.
Na stadionu se u sezoni 2009./10. održalo finale ženske Lige prvaka između francuskog Olympique Lyona i njemačkog Turbine Potsdama. Nakon utakmice bez pogodaka, pobijedile su Njemice boljim izvođenjem jedanaesteraca (7:6).

## Vanjske poveznice
- Informacije o stadionu